# Friedhof Garmisch
Der im Nordwesten von Garmisch-Partenkirchen gelegene gemeindeeigene Garmischer Friedhof wurde 1925 errichtet und wird bis heute genutzt. Die Anlage ist auf Basis des Denkmalschutzgesetzes vom 1. Oktober 1973 ein Baudenkmal, die Akten-Nummer lautet D-1-80-117-57.

## Allgemeines
Die gesamte Anlage wurde 1925 von Hans Ostler erbaut, nachdem der alte Friedhof an der Pfarrkirche St. Martin zu klein wurde. Die Aussegnungshalle ist ein zentraler Giebelbau in einem Trakt mit symmetrischen Flügelbauten, in denen sich die Wärterwohnung und Nebenräume befinden. Die Friedhofsmauer besteht aus Bruchstein, in den Ecken befinden sich turmartige Gruftbauten. An zwei Seiten des Friedhofsgeländes wurde jeweils eine Grufthalle errichtet.

## Gräber bekannter Personen
- Karl von Brug, bayerischer General und Flugpionier
- Wilhelm Fahrmbacher, Wehrmachtsgeneral
- Michaela Geiger, deutsche Politikerin
- Otto Lancelle, SA-Spitzenfunktionär und Wehrmachtsgeneral
- Rosi Mittermaier-Neureuther, deutsche Skirennläuferin
- Klaus Reinhardt, Bundeswehr-General
- Hans Reisiger, Schriftsteller und Übersetzer, Freund Thomas Manns
- John Semmelink, kanadischer Skirennläufer
- Gerhard Stolze, Opernsänger
- Richard Strauss, Komponist und Dirigent
- Wilhelm Wimmer, General der Flieger
- Bernhard Klodt, deutscher Fußballspieler